# 상도 (지명)

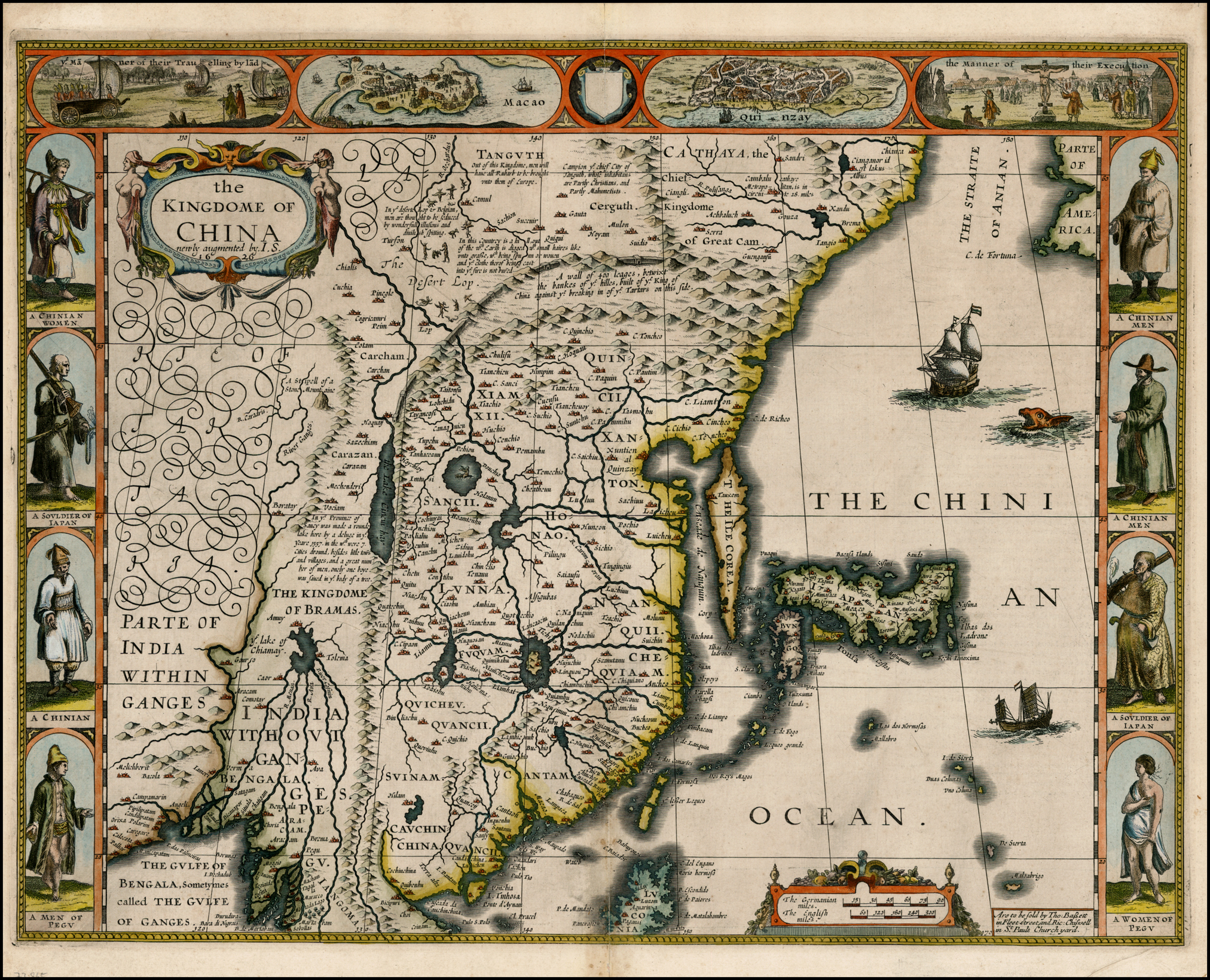

상도(上都)는 중국의 옛 지명이며, 1250년대 후반부터 몽골 제국과 원나라의 수도였고, 1279년에 남송을 멸망시킨 쿠빌라이 칸이 같은 해에 대도(大都) 베이징으로 천도한 이후에는 여름 수도 역할을 했다.
재너두(Xanadu) 또는 개평부(開平府)라고도 하는데, 현재 중화인민공화국 내몽골 자치구의 시린궈러 맹 내의 행정구역상으로 정란 기에 속한다. 베이징시와의 거리는 베이징시 북단으로부터 허베이성을 사이에 두고 200 km 에 불과하다.

## 역사
자신이 제위에 오르기 전인 1256년, 쿠빌라이 칸이 유병충에게 수도 건설을 명하여 1258년 무렵에 완공을 보았으며 개평(開平)이라 불렀다. 이후 1264년 상도(上都)로 개명했고, 전성기 인구는 100만에 달했다.
베네치아인 청년 무역가 마르코 폴로와 그의 아버지 니콜로(Niccolò)는 비단길을 거쳐 1275년에 원나라 상도의 쿠빌라이 칸을 찾아왔으며 15, 16년간 쿠빌라이 칸을 도와 일했다 한다. 폴로 부자는 1290년말/1291년초에 원나라를 떠났고 1295년에는 베네치아에 귀환했다 하는데  상도에서의 폴로 부자의 체험은 1300년 무렵 또는 1299년에 출판된 《동방견문록》 전 3권 중 제 2권에 실려 있다.
1369년 명나라 군대에게 함락되는 와중에 불 타 파괴되었고, 혜종(惠宗)은 북쪽의 응창부(應昌府)로 천도하였다.
현재 내몽골 자치구의 정란 기에 흙으로 된 성벽 유적이 남아 있으며, 성터 중앙부에 벽돌로 된 단이 보존돼 있다. 설계는 전체적으로 정방형 모양인데 외성(外城), 내성으로 구분되었다. 2002년에 중화인민공화국 정부가 복원 작업을 시작했고 2008년 3월에 국제 연합 교육 과학 문화 기구(UNESCO)에 세계유산으로 신청되었다.

## 문화 속에 등장하는 상도
《동방견문록》에 소개된 이후, '부의 도시'로서 구전되었다. 영국의 시인인 새뮤얼 테일러 콜리지의 작품인 《쿠빌라이 칸》에서 소개됐고, 미국의 영화 감독 오슨 웰스의 작품인 《시민 케인》에서 재너두(Xanadu)라는 이름으로 등장하였다. 이후 1977년 캐나다의 록 밴드인 러시가 《재너두》라는 노래를 불렀으며, 1980년 미국의 영화 감독인 로버트 그린왈드가 《제너두》라는 영화를 제작하였다.

## 같이 보기
- 정란 기
- 원나라
- 시민 케인
- 상도 유적